# Bal-kan-kan
Bal-kan-kan (makedonsko Бал-кан-кан) je črna komedija/drama iz leta 2005, nastala v makedonsko-italijanski koprodukciji.
Film se je predvajal v vseh nekdanjih jugoslovanskih republikah, Bolgariji, Rusiji, Združenem kraljestvu, Španiji, Turčiji, Grčiji in Ukrajini. Prejel je večinoma dobre ocene kritikov in postal eden od najuspešnejših filmov v zgodovini makedonske kinematografije.

## Zgodba
Film je postavljen v leto 2001. Trendafil Karanfilov se ob izbruhu medetničnih spopadov med Makedonci in Albanci izogiba vpoklicu v vojsko. Ker vojaki prežijo nanj, z ženo Ružo in njeno materjo Zumbulo pobegnejo v Bolgarijo. Med potovanjem proti Črnemu morju mati umre. Trendafil in Ruža se odločita truplo pretihotapiti nazaj v Makedonijo zavito v preprogo, ki pa jima jo med potjo ukradejo. Trendafil se poda na iskanje preproge, v stiski pa na pomoč pokliče »krvnega brata« Santina iz Italije, ki ga še nikoli ni videl. Lov za ukradeno preprogo ju pripelje v Srbijo, Črno goro, Bosno in Hercegovino ter na Kosovo.

## Zasedba
- Vlado Jovanovski kot Trendafil Karanfilov
- Adolfo Margiotta kot Santino Genovese
- Zvezda Angelovska kot Ruža Karanfilova
- Branko Đurić kot Šefket Ramadani
- Seka Sablić kot Zumbula
- Toni Mihajlovski kot Džango
- Emil Ruben kot dr. Safarafov
- Miodrag Krivokapić kot Veselin Kabadajić
- Petar Božović kot Črnogorec Savo
- Dejan Aćimović kot Mate Prkaćin
- Nikola Kojo kot Osman Rizvanbegović
- Antonella Troise kot Lara

## Nagrade
- Moskovski mednarodni filmski festival 2005: posebna omemba filmskih kritikov[4]
- Motovunski filmski festival 2005: priznanje Od A do A[5]